# Baker Street (metropolitana di Londra)
Baker Street è una stazione delle linee Bakerloo, Circle, Hammersmith & City, Jubilee e Metropolitan della metropolitana di Londra.

## Storia
La stazione di Baker Street fu aperta dalla Metropolitan Railway il 10 gennaio 1863 come una delle stazioni originali della prima ferrovia sotterranea al mondo (questi binari sono oggi utilizzati dalle linee Circle e Hammersmith & City). Il 13 aprile 1868 i contigui binari all'aperto, oggi usati dalla Metropolitan line, aperti come parte di una diramazione per la stazione di Swiss Cottage che fu prontamente estesa a Willesden Green ed ulteriormente verso nord fino a Aylesbury Town e  Verney Junction (a circa 50 miglia da Baker Street) nel 1892. La stazione della MR era in concorrenza con Euston, dove la LNWR offriva servizi locali per il Middlesex e Watford e successivamente con Marylebone, dove la Great Central Railway offriva servizi espressi per Aylesbury ed oltre lungo la stessa linea.
Nei decenni seguenti questa sezione della stazione fu più volte modificata per accogliere quattro binari. L'attuale disposizione della linea Metropolitan risale in gran parte al 1925 ed il grosso degli edifici di superficie, progettati dall'architetto Charles Clark, risalgono anch'essi a questo periodo.
La Baker Street & Waterloo Railway (BS&WR, l'attuale linea Bakerloo) aprì il 10 marzo 1906, con Baker Street come iniziale capolinea settentrionale della linea prima dell'estensione a Marylebone avvenuta il 27 marzo 1907. Il 20 novembre 1939 la linea Bakerloo incorporò la diramazione per Stanmore della linea Metropolitan (che comportò la chiusura delle corse tra Finchley Road e Wembley Park) in seguito alla costruzione di un altro binario direzione sud e gallerie di collegamento tra Baker Street e Finchley Road. La linea Jubilee aggiunse un altro binario direzione nord e successivamente sostituì la linea Bakerloo sul ramo di Stanmore a partire dall'apertura avvenuta il 1º maggio 1979.
Il 23 agosto 1973, una bomba fu trovata in una borsa della spesa nella biglietteria. Fu disinnescata dagli artificieri. Una settimana dopo, il 30 agosto, un dipendente trovò un'altra bomba lasciata nel sovrappassaggio. Anche questa fu disinnescata senza causare danni.

## Strutture ed impianti
Delle stazioni originali della MR, i binari sotterranei delle linee Circle e Hammersmith & City sono le strutture meglio conservate. Pannelli posti lungo i binari mostrano vecchie mappe e fotografie della stazione.
La disposizione della stazione è piuttosto complessa. La stazione sotterranea è collegata alla stazione di superficie della linea Metropolitan. Questo è il capolinea per alcuni treni di questa linea, ma c'è anche una curva di collegamento che li unisce alla linea Circle poco oltre la fine del binario, che permette ai treni della linea Metropolitan di raggiungere Aldgate nella City.
Al di sotto di queste stazioni si trova una stazione di livello profondo utilizzata dalle linee Bakerloo e dalla Jubilee. Queste sono organizzate con binari adiacenti per facilitare l'interscambio, e le due linee sono collegate a nord della stazione. Contando dieci binari in tutto, Baker Street è la stazione con più binari di tutta la rete della metropolitana di Londra.
La stazione è situata in Marylebone Road e Baker Street, a Marylebone. Marylebone Road è una grande strada che poi diventa la A40 (e quindi l'autostrada M40), la A41 (che comprende Baker Street) e la A5 (che porta all'autostrada M1). Nelle vicinanze della stazione si trovano Regents Park, il Lord's Cricket Ground, e Madame Tussauds.
All'uscita su Marylebone Road, una grande statua di Sherlock Holmes (inaugurata nel 1999) commemora l'associazione del detective letterario con Baker Street. In seguito ad un restauro effettuato negli anni '80, la parte più antica della stazione ha recuperato in parte l'aspetto che aveva nel 1863.
La stazione è gestita dalla squadra manutenzione della Metropolitan Line. Gli uffici della linea sono situati nelle vicinanze.

## Interscambi
Nelle vicinanze della stazione effettuano fermata numerose linee urbane automobilistiche, gestite da London Buses.
- Fermata autobus

Anche se non viene indicato come interscambio sulle mappe della metropolitana, Baker Street si trova a circa 300 metri dalla stazione di Marylebone, da dove partono treni della National Rail per Aylesbury, Birmingham, e Wrexham. Spesso è più comodo camminare fino a Marylebone da Baker Street piuttosto che scendere alla stazione profonda e prendere la linea Bakerloo, risalendo in superficie dopo solo una fermata.

## Galleria d'immagini

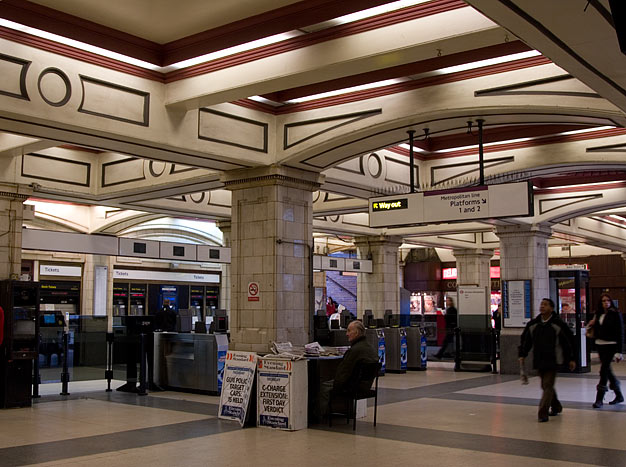
La biglietteria principale
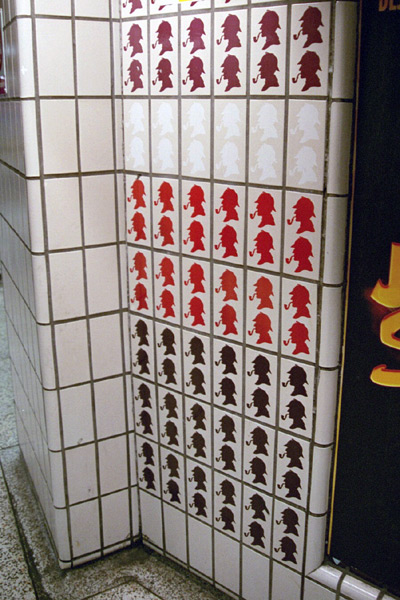
La piastrellatura della stazione commemora Sherlock Holmes